# Mothocya omidaptria
Mothocya omidaptria är en kräftdjursart som beskrevs av Bruce1986. Mothocya omidaptria ingår i släktet Mothocya och familjen Cymothoidae. Inga underarter finns listade i Catalogue of Life.